# Campeonato Mundial de Ciclismo em Pista de 1906
O Campeonato Mundial UCI de Ciclismo em Pista de 1906 foi realizado em Genebra, na Suíça, entre 29 de julho e 5 de agosto. Foram disputadas quatro provas masculinas, duas para profissionais e duas para amadores.

## Sumário de medalhas

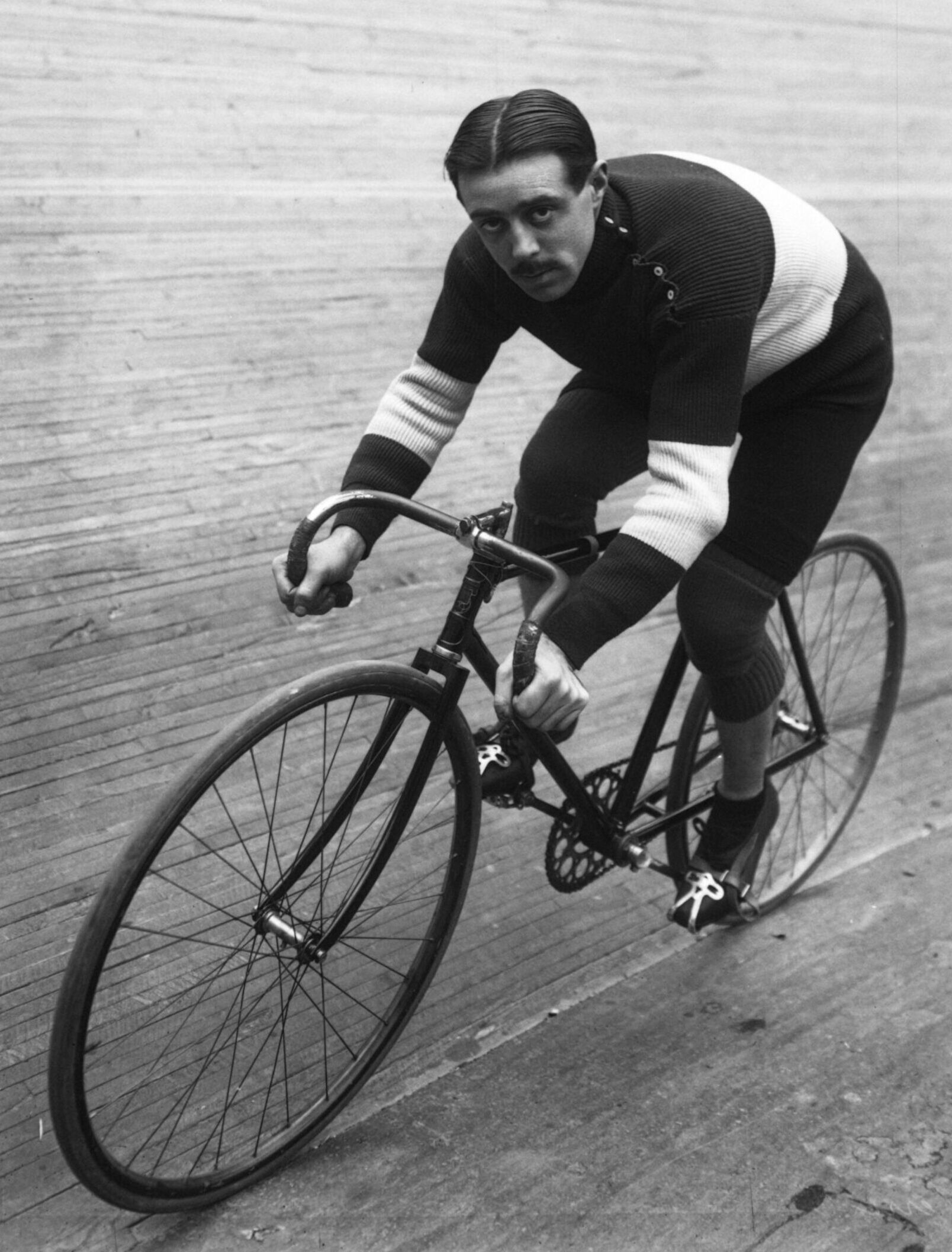
Francesco Verri

| Eventos profissionais masculinos |                                |                               |                            |
| Velocidade individual            | Thorvald Ellegaard · Dinamarca | Gabriel Poulain · França      | Émile Friol · França       |
| Motor-paced                      | Louis Darragon · França        | Arthur Vanderstuyft · Bélgica | Jules Schwitzgubel · Suíça |
| Eventos amadores masculinos      |                                |                               |                            |
| Velocidade individual            | Francesco Verri · Itália       | Émile Delage · França         | Dario Rondelli · França    |
| Motor-paced                      | Maurice Bardonneau · França    | Victor Tubbax · Bélgica       | Émile Eigeldinger · França |

## Quadro de medalhas
| Ordem | País      | Medalha de ouro | Medalha de prata | Medalha de bronze | Total |
| ----- | --------- | --------------- | ---------------- | ----------------- | ----- |
| 1     | França    | 2               | 2                | 3                 | 7     |
| 2     | Dinamarca | 1               | 0                | 0                 | 1     |
| -     | Itália    | 1               | 0                | 0                 | 1     |
| 4     | Bélgica   | 0               | 2                | 0                 | 2     |
| 5     | Suíça     | 0               | 0                | 1                 | 1     |
| Total | Total     | 4               | 4                | 4                 | 12    |